# 송창의 (연출가)
송창의(宋昌儀, 1953년 1월 23일 ~ )는 대한민국의 언론인 출신 공연연출가이다. 본관은 여산이다.

## 학력
- 성남고등학교
- 서강대학교 신문방송학과

## 주요 작품
- 1995년 MBC 《사랑을 기억하세요》
- 1997년 MBC 《예스터데이》
- 1999년 MBC 《남자 셋 여자 셋》
- 1999년 MBC 《점프》
- 2000년 MBC 《세 친구》
- 2001년 MBC 《연인들》
- 2002년 SBS 《명랑소녀 성공기》 (기획)
- 2002년 SBS 《라이벌》 (기획)
- 2003년 KBS 《개그콘서트 - 외길 30년》 (기획)
- 2004년 KBS 《개그콘서트 - 봉숭아학당》 (기획)
- 2006년 SBS 《나의 사랑 클레멘타인》
- 2007년 MBC 《내 곁에 있어》 (기획)
- 2009년 TV 아사히 《사무라이전대 신켄저》 (기획)
- 2011년 KBS 《우리집 여자들》
- 2013년 TV 아사히 《수전전대 쿄류저》

## 경력
- 1977년 : MBC 입사
- 1996년 4월 ~ 1997년 5월 : MBC TV제작국 예능1팀 팀장
- 1997년 5월 ~ 1998년 3월 : MBC 예능 제작국 예능3팀 팀장
- 1998년 3월 ~ 1999년 9월 : MBC 예능 제작국 예능3CP부 부장
- 1999년 9월 ~ 2000년 3월 : MBC 예능 제작국 위원
- 2000년 3월 2일 ~ 2000년 5월 31일 : MBC 예능 제작국 부국장
- 2000년 : 조이엔터테인먼트 공동대표이사
- 2006년 7월 ~ 2006년 9월 : CJ사운드 대표이사, 조이엔터테인먼트 감독
- 2006년 9월 : tvN 대표
- 2008년 : CJ E&M 방송부문 tvN본부 본부장
- 2015년 1월 ~ 2015년 2월 : CJ E&M 크리에이티브 어드바이저, CJ E&M 방송사업부문 프로그램개발 센터장
- 2015년 2월 ~ 2016년 3월 : TV조선 제작본부 본부장, 부사장
- 2016년 5월 : 코엔미디어 제작본부 대표

## 수상 경력
- 1995년 한국프로듀서협회 제7회 프로듀서상 연예오락작품상
- 1991년 한국프로듀서협회 제4회 프로듀서상 대상 및 작품상
- 1991년 한국일보 백상예술상 쇼연출상
- 1984년 한국방송협회 한국방송대상 국무총리상